# Miguel Ángel Trejos
Miguel Ángel Trejos Salas (18 de abril de 1996) es un deportista colombiano que compite en taekwondo.
Ganó una medalla en el Campeonato Mundial de Taekwondo de 2023 y cuatro medallas en el Campeonato Panamericano de Taekwondo entre los años 2016 y 2024. En los Juegos Panamericanos consiguió tres medallas entre los años 2015 y 2023.

## Palmarés internacional
| Campeonato Mundial      | Campeonato Mundial       | Campeonato Mundial | Campeonato Mundial |
| Año                     | Lugar                    | Medalla            | Categoría          |
| ----------------------- | ------------------------ | ------------------ | ------------------ |
| 2023                    | Bakú (Azerbaiyán)        | Medalla de bronce  | –80 kg             |
| Juegos Panamericanos    |                          |                    |                    |
| Año                     | Lugar                    | Medalla            | Categoría          |
| 2015                    | Toronto (Canadá)         | Medalla de bronce  | –68 kg             |
| 2019                    | Lima (Perú)              | Medalla de oro     | –80 kg             |
| 2023                    | Santiago (Chile)         | Medalla de plata   | –80 kg             |
| Campeonato Panamericano |                          |                    |                    |
| Año                     | Lugar                    | Medalla            | Categoría          |
| 2016                    | Querétaro (México)       | Medalla de bronce  | –68 kg             |
| 2018                    | Spokane (Estados Unidos) | Medalla de bronce  | –74 kg             |
| 2021                    | Cancún (México)          | Medalla de plata   | –80 kg             |
| 2024                    | Río de Janeiro (Brasil)  | Medalla de bronce  | –80 kg             |